# صرخة تينهينان
صرخة تينهنان هو الديوان الرابع للكاتب والشاعر حسن أوريد، ضمن باقة من خمس دواوين تشمل فيروز والمحيط – يوميات مصطاف – زفرة المورسكي – صرخة تينهنان، ماذا يقول القصب؟. صدر سنة 2014 عن دار الأمان، وهي سنة تشهد زخما من الإصدارات لدى حسن أوريد حيث صدرت له في نفس السنة رواية الأجمة وسيرة حمار وزفرة المويسكي

## دلالة العنوان
صرخة تينهنان اسم يعني حرفيا «امرأة الخيام»، ولكن يمكن ترجمتها مجازيًا على أنها «أمنا جميعًا». وبحسب القصص التي تُروى في المنطقة، أنها تمثل أبرز الرموز التاريخية لدى الطوارق، وتُعرف بلقب "أم الطوارق" أو "ملكة الأهقار". عاشت في القرن الرابع الميلادي، وأسّست النواة الأولى للمجتمع الطارقي القائم على مكانة مركزية للمرأة في القيادة والحكم. تشير الروايات إلى أن تينهينان كانت أميرة من تافيلالت (جنوب شرقي المغرب) رفضت الزواج القسري من أمير إفريقي، فهربت مع مرافقيها نحو الصحراء، برفقة خادمتها (أو أختها) تاكامات، حتى استقرت في منطقة الأهقار جنوب الجزائر، حيث شيدت مملكتها، التي امتدت على جزء واسع من شمال إفريقيا.عنوان الديوان "صرخة تينهينان" يوحي بأن الشعر نفسه هو صرخة وجودية واحتجاجية ضد التهميش والنسيان. صرخة تينهنان هو نداء للإنصات إلى التاريخ المسكوت عنه، والمرأة المهمشة، والهوية المُغفَلة..

## نبذة
يدور ديوان «صرخة تينهينان» لحسن أوريد حول محاور الهوية الأمازيغية، وتمجيد المرأة، واستحضار التاريخ والأسطورة، والاحتجاج على التهميش، والتأمل في الوجود. إنه نص شعري يزاوج بين الشعر والسياسة، والرمز والتاريخ، والذات والجماعة، بلغة عميقة ومعبرة تستنطق روح الأرض والأنثى والحرية.

## الهوية الأمازيغية
تعد الهوية الأمازيغية خلفية مرجعية لدى مؤلفات أوريد، وتظهر بشكل مباشر في دواوينه الشعرية، لكن في الحوارات التي أجريت معه أو في مقالاته الفكرية يبرز موقفه من هذه الهوية، "شدد المتحدث على أن “الأمة المغربية لا تبنى على هوية، وإنما هويات تتمايز في العادات أو في اللسان، إلخ…”، ودعا الهوية إلى “التعايش مع مفهوم الأمة عبر 3 مرتكزات مفصلية: ذاكرة مشتركة، حاضر ينبني على التضامن، وعنصر ينصرف إلى المستقبل، وهو المصير المشترك"وهو بهذه الحملة لفائدة الهوية الأمازيغية يدعو إلى اعتبارها مكونا أساسيا في الشخصية المغربية، وأن شمولية الهوية المغربية لا تستقيم دون الاعتراف بالأمازيغية كجزء لا يتجزأ من الهوية التاريخية للمغرب من هذا الوعي الإدراكي للهوية الأمازيغية عاد إلى شخصية الملكة تينهينان كرمز من رموز التاريخ الأمازيغي المتجسد في امرأة قوية قادت وحكمت وتستحق أن يذكرها التاريخ.

## اقتباس
لغتي لا تُخزَّن في القواميس، هي تنبت مثل الزعتر، وتتكلم حين نصمت"

"أمي علّمتني أن أمّي الكبرى تينهينان لم تكن تنتظر فارسًا، بل كانت تقود الجياد"